# Xoulces
Le Xoulces  est une petite rivière française fort abondante, qui coule dans le département des Vosges, en région Grand Est. C'est un affluent gauche de la Moselotte, donc un sous-affluent du Rhin par la Moselle.

## Géographie
De 9,4 km de longueur, la rivière naît de la réunion du Rouge Rupt et de la Goutte du Grand Clos en plein massif des Vosges, dans la forêt domaniale de Cornimont. 
De nombreux ruisseaux contribuent au bon débit de la rivière, dont les gouttes de la Grande Basse, de Pourri Faing, des Blancs Murgers, du Grand Ventron, de Longfoigneux, la Wassongoutte et les Écharges.

### Communes traversées
La rivière traverse une seule commune : Cornimont, située dans le canton de La Bresse, dans l'arrondissement d'Épinal, dans le département des Vosges.

### Bassin versant
Le ruisseau de Xoulces traverse une seule zone hydrographique La Moselotte du ruisseau de Chajoux au Ventron (A411) de 92km2 de superficie totale. Ce bassin versant est constitué à 77,12 % de « forêts et milieux semi-naturels », à 17,89 % de « territoires agricoles », à 5,04 % de « territoires artificialisés ». 

## Affluents
Le ruisseau de Xoulces a sept tronçons affluents référencés :
- Le Rouge Rupt sur la seule commune de Cornimont avec huit affluents :
  -  Goutte de Pourri Faing sur la seule commune de Cornimont
  -  Goutte des Blancs Murgers (RG) sur la seule commune de Cornimont avec un affluent :
    -  Goutte du Grand Rupt des Eaux (RG) sur la seule commune de Cornimont

  -  Goutte de la Grande Basse (RD) sur la seule commune de Cornimont
  - Ruisseau du Grand Ventron (RG) sur la seule commune de Cornimont avec un affluent :
    -  Goutte de Plaine Faigne (RD) sur la seule commune de Cornimont

  -  Goutte des Écharges (RG) sur la seule commune de Cornimont
  -  Goutte de la Givonne (RD) sur la seule commune de Cornimont
  -  Goutte des Faings Cantois (RD) sur la seule commune de Cornimont
  -  La Wassongoutte (RG) sur la seule commune de Cornimont
- Goutte du Grand Clos (RD) sur la seule commune de Cornimont avec un affluent :
  - Goutte du Bihay (RD) sur la seule commune de Cornimont
- Goutte de Longfoigneux (RG) sur la seule commune de Cornimont

Son rang de Strahler est donc de quatre.

## Hydrologie

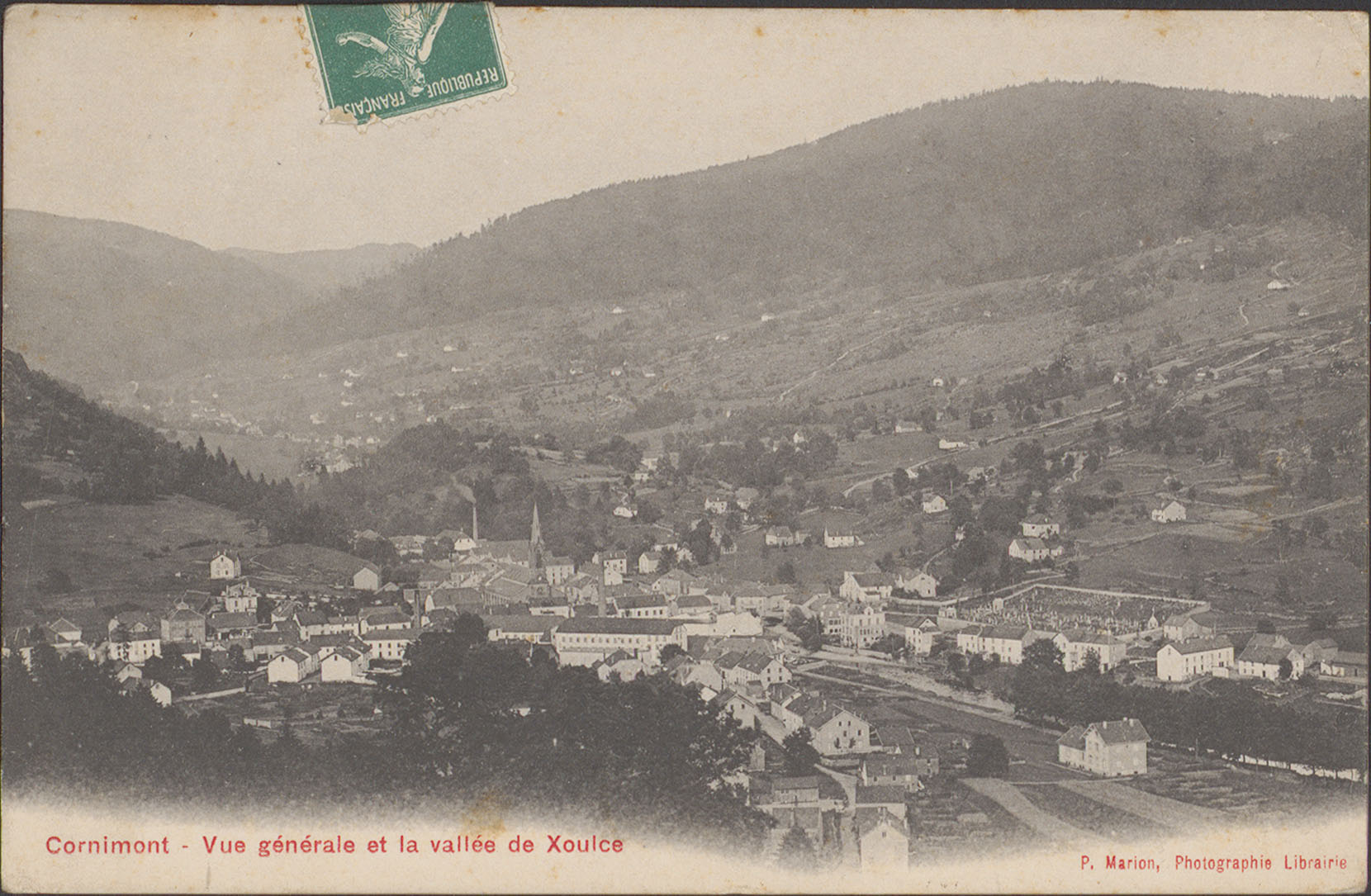
Carte postale ancienne de Cornimont et de la vallée du Xoulces.

Le module du Xoulces, au confluent de la Moselotte, vaut 1,10 m3/s pour un bassin versant de 24,5 km2. 

### Lame d'eau et débit spécifique
La lame d'eau écoulée dans le bassin est de 1 416 millimètres par an, ce qui est extrêmement abondant et semblable à la moyenne des cours d'eau du bassin de la Moselotte. C'est plus de quatre fois supérieur à la moyenne de la France, tous bassins confondus, mais aussi plus de trois fois supérieur à la moyenne du bassin français de la Moselle (435 millimètres par an à Hauconcourt, en aval de Metz). Le débit spécifique ou Qsp du Xoulces se monte dès lors à 44,9 litres par seconde et par kilomètre carré de bassin.